# Herlev Legene
Herlev Legene var tidligere Danmarks største ungdomsstævne i atletik.
Stævnet blev afholdt hvert år fra 1966 på Herlev Stadion i Herlev under en week-end i juli måned med Herlev Atletik som arrangør. De fleste deltagere var fra Danmark, men der var også mange deltagere fra andre nordiske lande, Europa, USA og andre steder. 
Herlev Legene stoppede med at blive afholdt i starten af 1990'erne, da nye ansvarlige for stævnet ikke magtede opgaven og måtte aflyse et stævne et par dage før det skulle afholdes.
| Atletik | Spire Denne artikel om atletik er en spire som bør udbygges. Du er velkommen til at hjælpe Wikipedia ved at udvide den. |